# Makiivka, Nosivka
Makiivka (în ucraineană Макіївка) este localitatea de reședință a comunei Makiivka din raionul Nosivka, regiunea Cernihiv, Ucraina.

## Demografie
Componența lingvistică a localității Makiivka
     Ucraineană (97,99%)
     Rusă (2,01%)
Conform recensământului din 2001, majoritatea populației localității Makiivka era vorbitoare de ucraineană (97,99%), existând în minoritate și vorbitori de rusă (2,01%).